# Luta (dopływ Wkry)
Luta – struga dorzecza Narwi, lewy dopływ Wkry (Działdówki) o długości 18,46 km. Wypływa na zachód od wsi Strzeszewo i płynie na południe, równolegle do Wkry. Płynie głównie terenami niezabudowanymi, a jedyną miejscowością przez którą przepływa jest Karniszyn.